# Mouvement pour la Deuxième République
Le Mouvement pour la Deuxième République (arabe : حركة الجمهورية الثانية) ou M2R est un parti politique tunisien fondé le 12 juin 2007 par Tarak Mekki. Il est légalisé le 30 mai 2011.
Il se présente comme « un mouvement politique indépendant de toute idéologie et comme ayant des positions pragmatiques ». La première de ses priorités est la justice, de laquelle découlent d'autres principes, telle la démocratie. Il déclare que plusieurs de ses positions (politique étrangère, questions identitaires, etc.) sont dans le droit fil des positions de l'ancien président Habib Bourguiba.
Le Mouvement pour la Deuxième République a décidé de ne pas participer à l'élection de l'assemblée constituante organisée le 23 octobre 2011. Son fondateur meurt dans la nuit du 30 au 31 décembre 2012 d'une crise cardiaque, entraînant la disparition du parti.